# Pontederia cordata
Pontederia cordata là một loài thực vật có hoa trong họ Pontederiaceae. Loài này được L. miêu tả khoa học đầu tiên năm 1753.